# Cyrtochloa fenixii
Cyrtochloa fenixii là một loài thực vật có hoa trong họ Hòa thảo. Loài này được (Gamble) J.Dransf. mô tả khoa học đầu tiên năm 1998.